# الکساندر چرنوف
الکساندر چرنوف (اوکراینی: Олександр Володимирович Чернов؛ زادهٔ ۱۳ ژوئیهٔ ۲۰۰۲) بازیکن فوتبال اهل اوکراین است.